# WASP-34
WASP-34はコップ座にある10等星である。スペクトル分類ではG型主系列星に位置する。質量、半径ともに太陽と類似している。
| 太陽 | WASP-34   |
| ---- | --------- |
| 太陽 | Exoplanet |

## 惑星系
2010年にWASP-34の周囲を公転している惑星が発見された。この惑星は木星の約0.6倍程の質量を持ち、木星の約1.2倍の半径を持つ。恒星から約0.05AU離れたところを公転しているため、公転周期は僅か4日である。
| 名称 （恒星に近い順） | 質量           | 軌道長半径 （天文単位） | 公転周期 (日) | 軌道離心率    | 軌道傾斜角 | 半径           |
| --------------------- | -------------- | ----------------------- | ------------- | ------------- | ---------- | -------------- |
| b (Haik)              | 0.59 ± 0.01 MJ | 0.0524 ± 0.0004         | 4.3176782     | 0.038 ± 0.012 | —          | 1.22 ± 0.08 RJ |

## 名称
2019年、世界中の全ての国または地域に1つの系外惑星系を命名する機会を提供する「IAU100 Name ExoWorldsプロジェクト」において、WASP-34はフィリピン共和国に割り当てられる系外惑星系となった。このプロジェクトは、「国際天文学連合100周年事業」の一環として計画されたイベントの1つで、フィリピン共和国内での選考、国際天文学連合 (IAU) への提案を経て、太陽系外惑星とその母星に固有名が承認されるものであった。2019年12月17日、IAUから最終結果が公表され、WASP-34はAmansinaya、WASP-34bはHaikと命名された。Amansinayaは、タガログ族に伝わる神話で、三位一体の神（二通り伝わる内の一方）の一柱Aman Sinayaに由来しており、Aman Sinayaは原初の海神で、漁師の守り神ともなっている。Haikは、原初の神Aman Sinayaの跡を継いで海神となった、タガログ族の神である。